# Aidos
Aidos (tiếng Hy Lạp: Αἰδώς, phát âm [ai̯dɔ̌ːs]) là nữ thần Hy Lạp về sự xấu hổ, tôn trọng và khiêm tốn. Aidos, như một phẩm chất, là cảm giác tôn kính hoặc xấu hổ, điều này hạn chế đàn ông khỏi sai lầm. Nó cũng bao hàm cảm xúc mà một người giàu có thể cảm thấy khi có sự hiện diện của những người nghèo khó, rằng sự chênh lệch về sự giàu có của họ, cho dù là vấn đề may mắn hay thành tích, cuối cùng cũng không được coi trọng. Sự khiêm tốn cổ xưa và Cơ đốc giáo có chung những chủ đề: cả hai đều bác bỏ chủ nghĩa ích kỷ, tự cho mình là trung tâm, kiêu ngạo và tự cao quá mức; họ cũng nhận ra những giới hạn của con người. Aristotle đã định nghĩa nó như là trung gian giữa sự phù phiếm và hèn nhát.
"Khi chúng ta trở nên hoàn thiện hơn trong một việc nào đó, chúng ta có xu hướng tự hào về những tiến bộ của mình và xem khả năng làm chủ ngày càng tăng của chúng ta, đặc biệt khi được người khác hài lòng hoặc tán thành, như một động lực để cải thiện hơn nữa. Một nghệ sĩ dương cầm thích thể hiện kỹ năng chơi bản sonata của Beethoven; một thợ đóng tủ đang học việc cảm thấy hài lòng trong công việc của tay mình; một vũ công thích thú khi biết những chuyển động của cô ấy mang lại khoái cảm cho người khác. Nhưng khiêm tốn, theo định nghĩa, là một đức tính đã phủ nhận chúng ta một cách có hệ thống những thỏa mãn này. Đó là đức tính mà chúng ta không bao giờ được tự cao, cho dù niềm tự hào đó hoàn toàn do chính chúng ta tạo ra hay được nuôi dưỡng bởi sự tán thành của người khác. " 
Vấn đề của tính khiêm tốn là ở chỗ sự tự hài lòng khi cung cấp cho bản thân công trạng cho bất kỳ cải tiến hoặc thành tích nào mà chúng ta đạt được, cũng có thể đã cung cấp cho người khác, khi theo đuổi đức tính khiêm tốn, chúng ta có thể nhận ra những cải tiến, đó là kết quả của việc trở nên khiêm tốn hơn. Sự khiêm tốn có khả năng chống lại sự tự đánh giá mình và đánh giá cao bản thân, việc thực hiện một trong hai việc này giống như việc bỏ qua toàn bộ nỗ lực.